# Tai-kadai nyelvcsalád
A tai-kadai nyelvcsalád (más néven kra-dai, a kra és a tai nyelvcsoportokból alkotott szakszó) a természetes nyelvek egyik nyelvcsaládja, amelyet gyakran a sino-tibeti nyelvcsalád kam-thai ágának is neveznek. Elterjedési területe Délkelet-Ázsia, Dél-Kína, és Északkelet-India.
A nyelvcsalád legtöbb nyelve tonális nyelv, beleértve a thai és a lao nyelvet is, amelyek Thaiföld, illetve Laosz nemzeti nyelvei. Körülbelül 93 millió ember beszéli a kra-dai nyelveket; ennek 60%-a a thai nyelvek valamelyikét. Az Ethnologue 95 nyelvet sorol fel a nyelvcsaládban, ebből 62 a tai ágba tartozik.
A nyelvcsalád öt ágra válik szét: hlai, kra, kam–sui, tai nyelvek és az ong-be nyelv.
- ong-be  (Hajnan)
- Kra nyelvek (Dél-Kína, Észak-Vietnám; Kadai néven is említett)
- Kam–szui nyelvek (Kína)
- Hlai nyelvek (Hajnan)
- Tai nyelvek (Dél-Kína és DK-Ázsia)

## Fordítás
- Ez a szócikk részben vagy egészben  a   Tai–Kadai languages című angol Wikipédia-szócikk fordításán alapul.  Az eredeti cikk szerkesztőit annak laptörténete sorolja fel. Ez a jelzés csupán a megfogalmazás eredetét és a szerzői jogokat jelzi, nem szolgál a cikkben szereplő információk forrásmegjelöléseként.